# Ingstrup (plaats)
Ingstrup is een plaats in de Deense regio Noord-Jutland, gemeente Jammerbugt. De plaats telt 425 inwoners (2008).